# リュステム・パシャ・モスク
リュステム・パシャ・モスク（Rüstem Pasha Mosque、トルコ語: Rüstempaşa Camii）は、トルコ、イスタンブールのエミノニュ（Eminönü）地区にあるモスクである。オスマン帝国、スレイマン1世の時代に建造された。

## 概説
リュステム・パシャ・モスクは、大宰相リュステム・パシャ（Rüstem Pasha）（スレイマン1世の娘ミフリマー（Mihrimah）の婿）のために、オスマン帝国の建築家ミマール・スィナン（Mimar Sinan）が設計したものである。1561年7月のリュステム・パシャの死後、モスクは1561年から1563年頃にかけ建築された。

### 外装
このモスクは商店街の2階に建てられており、商店街に入居している店舗の賃料はモスクの維持に役立てられている。Hasırcılar通りに面したアーチをくぐり、細く、曲がりくねった階段を上ると、モスク横の広い中庭へと続いている。2つあるモスクの入口には、5つのドーム状の庇がある（ポーチ参照）。

### 内装
リュステム・パシャ・モスクは膨大な量の優美なイズニックタイルで知られている。多種に渡る美しい花柄や幾何学模様によって、ポーチの前面だけでなく、ミフラーブ、ミンバル、壁、円柱、ポーチの外側にいたるまで覆われている。これらのタイルには、イズニック陶器の特徴となるトマトレッドの初期の使い方を見ることができる。特にポルチコからメインエントランスにかけての大きなパネルにおいては、初期のダマスカス陶器の配色の特徴である、セージグリーンやダークマンガンパープルで装飾されている。このようなタイルを惜し気なく使い作られたモスクは、イスタンブールにおいて他にはない。

## 画像

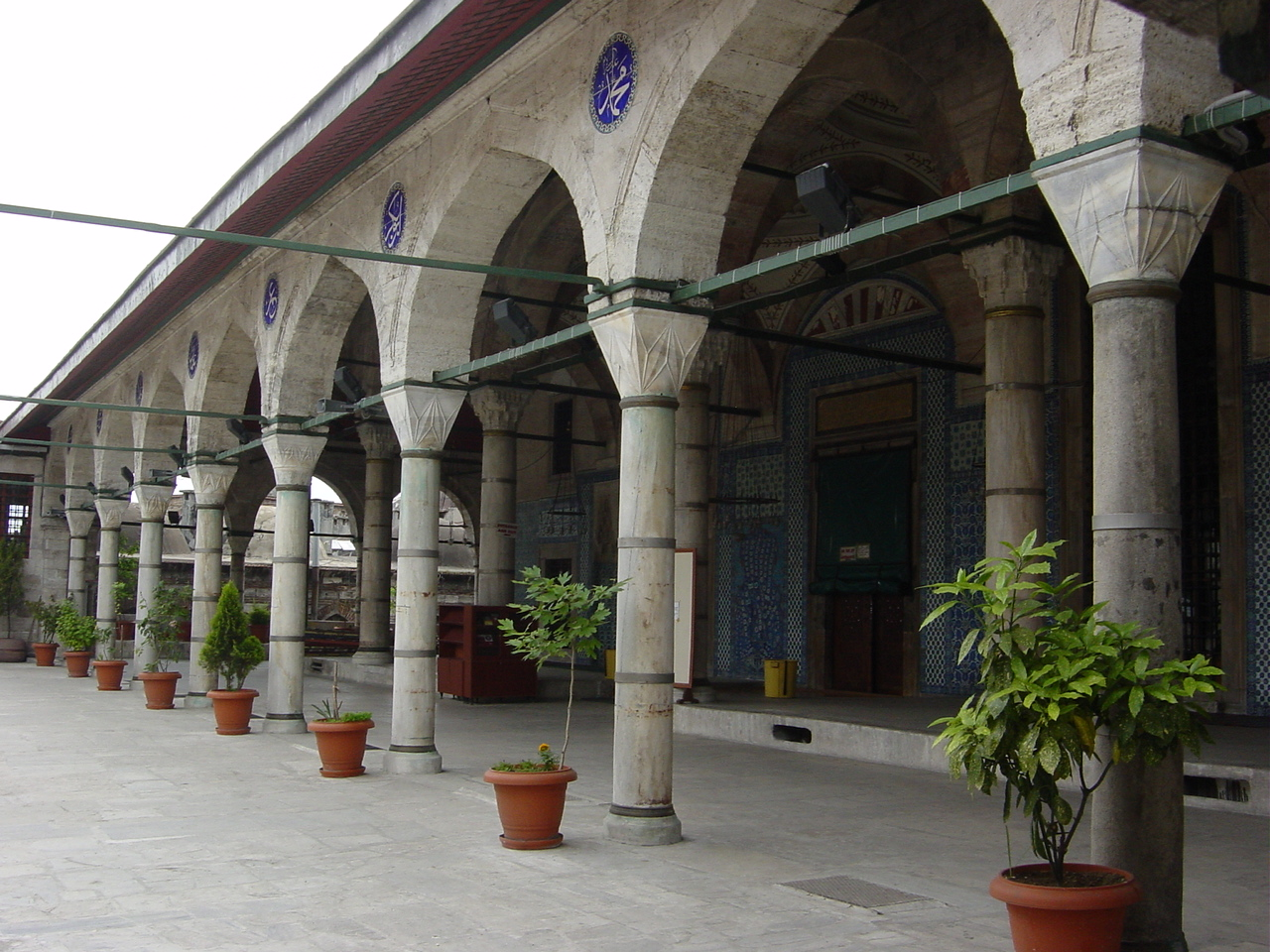
外観
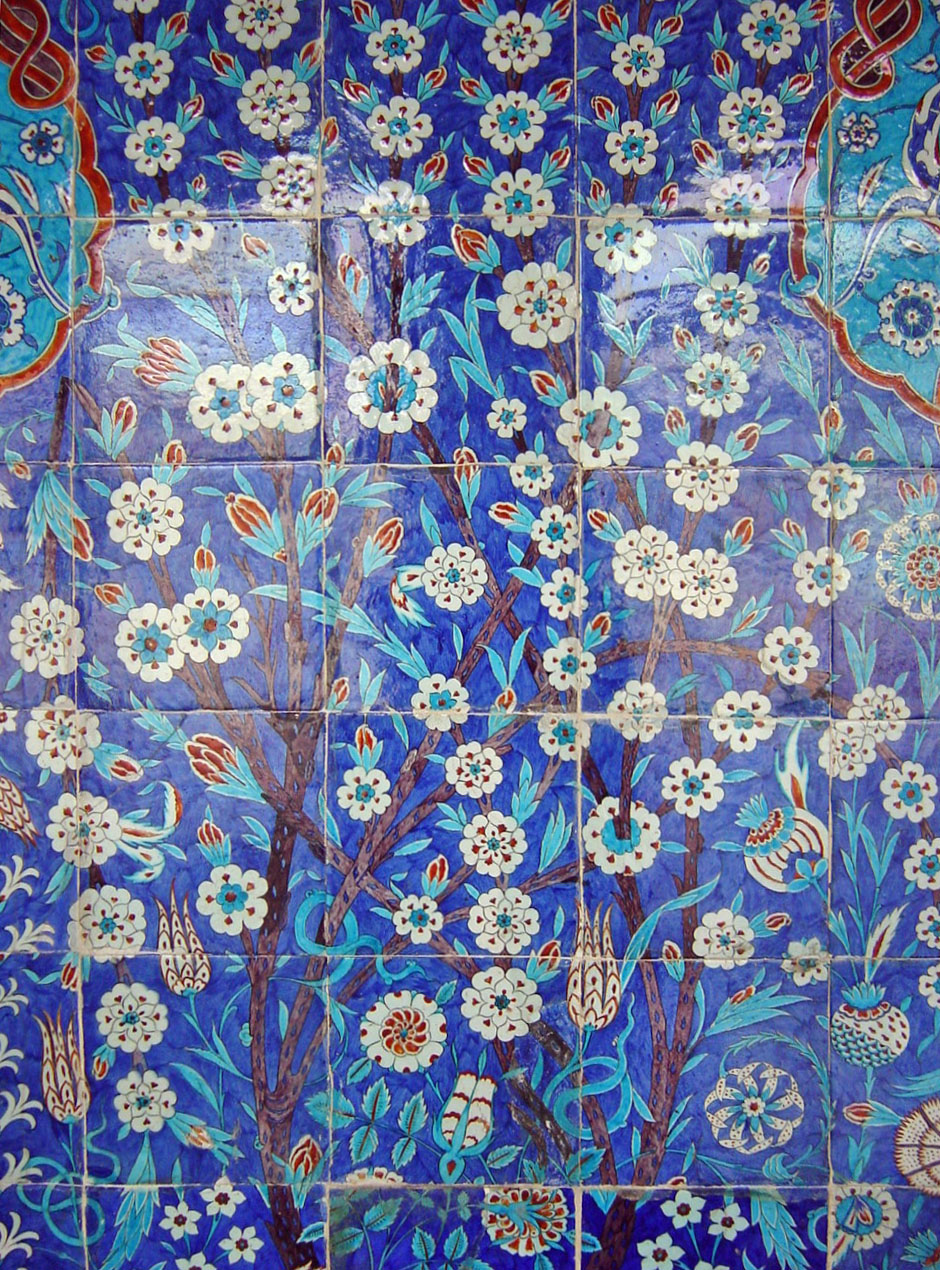
イズニックタイル
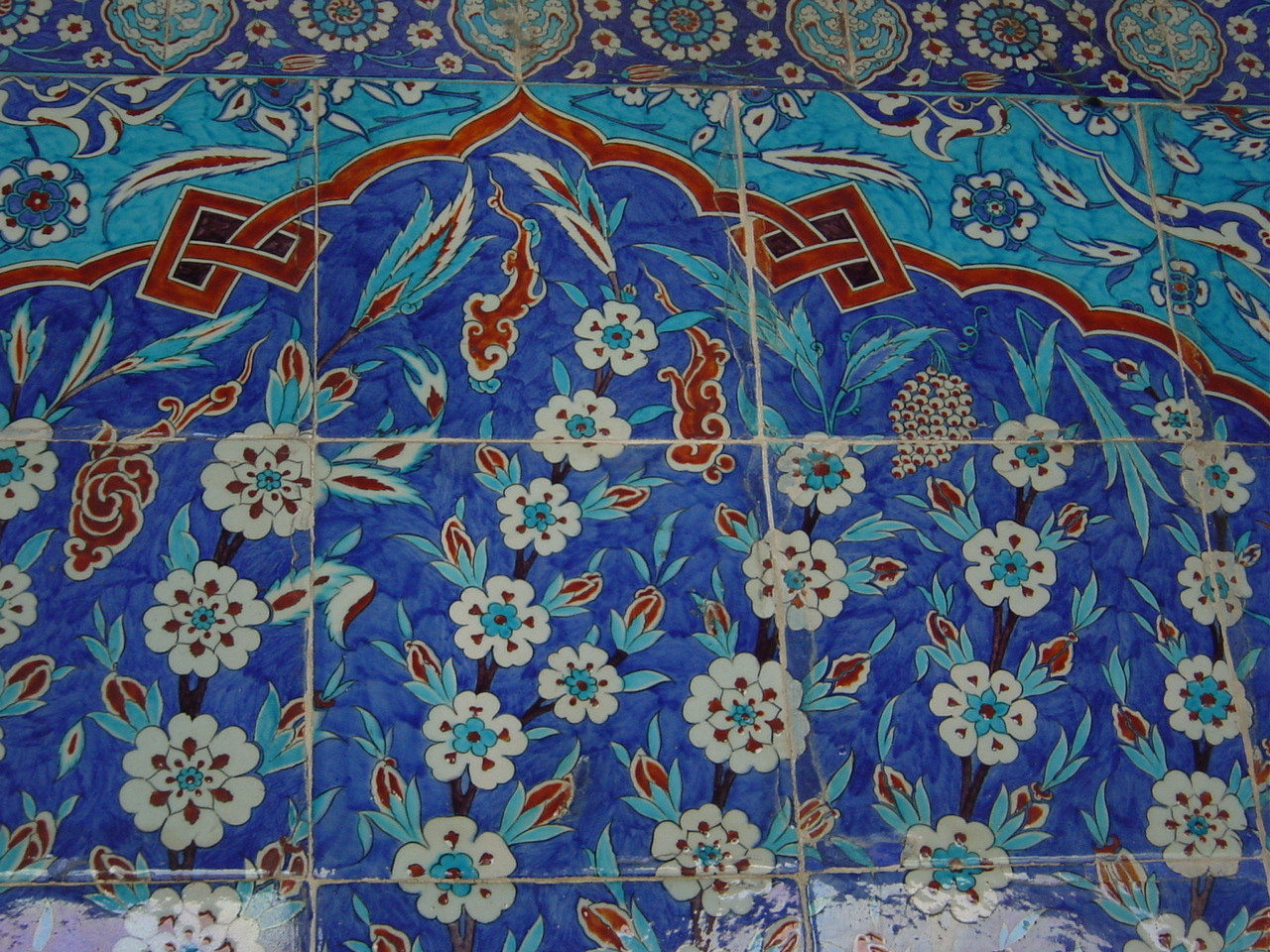
イズニックタイル
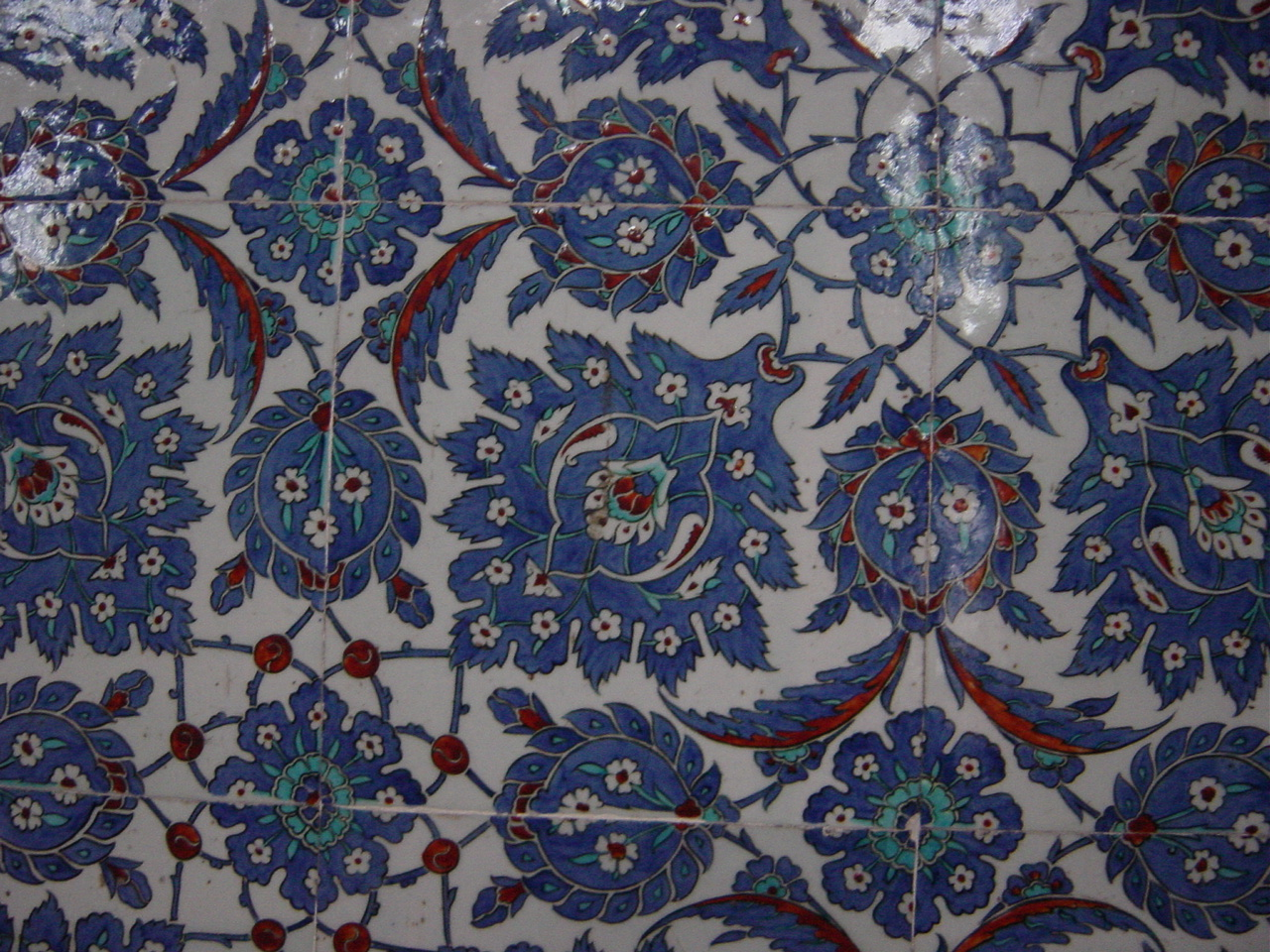
イズニックタイル
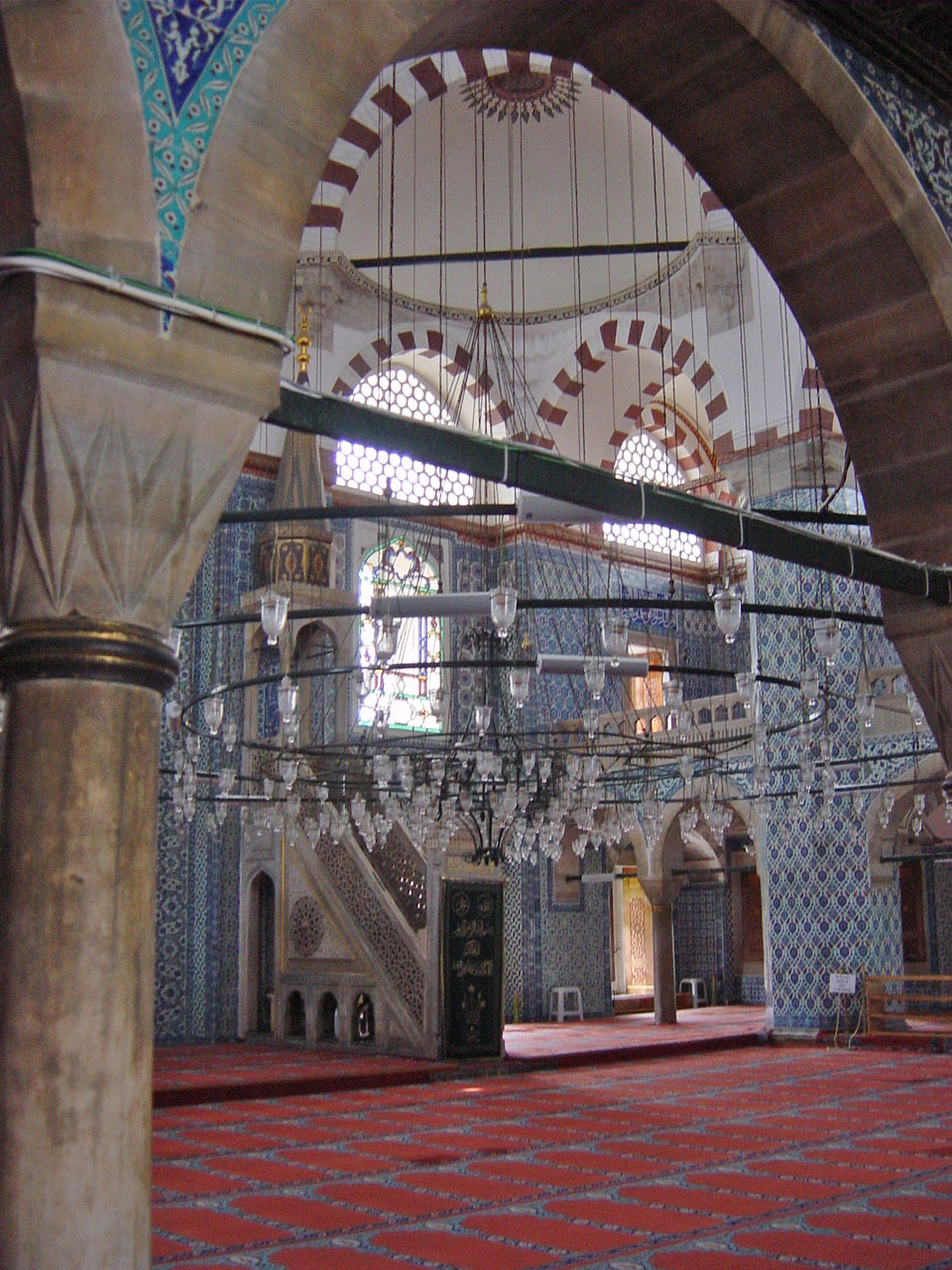
内観
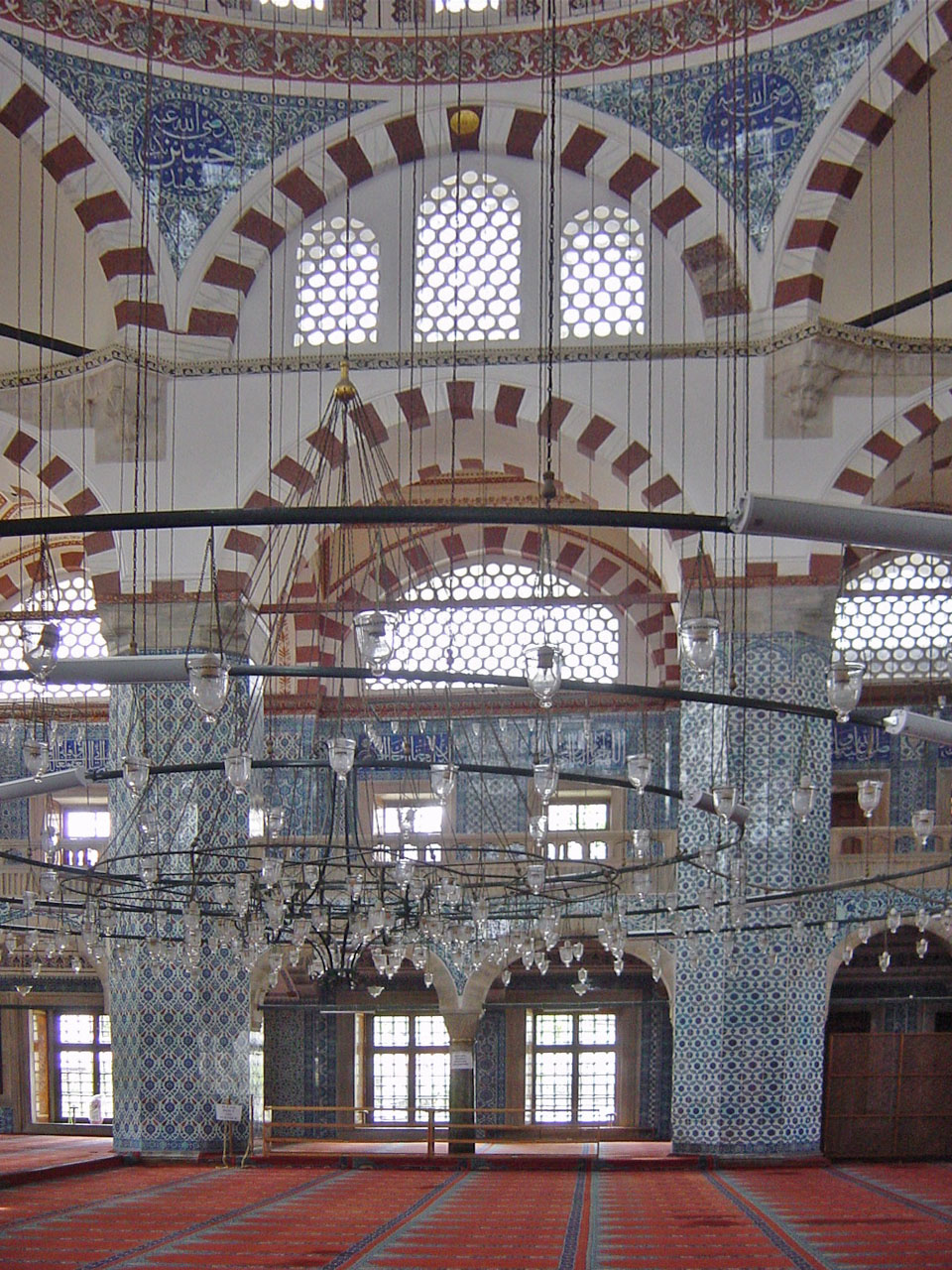
内観
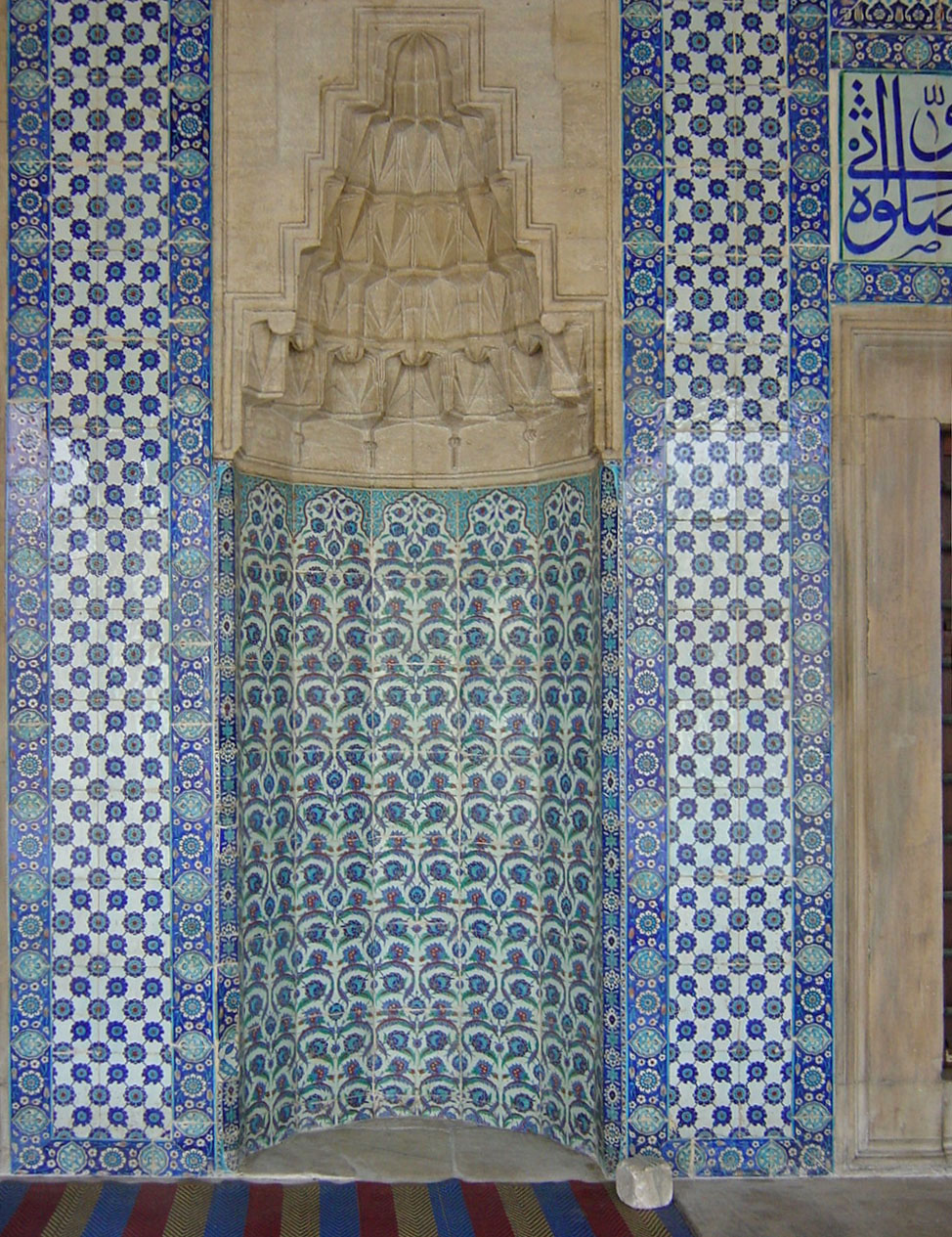
ミフラーブ